# Puchar UEFA (1974/1975)
Puchar UEFA 1974/1975 (ang. 1974–1975 UEFA Cup) – 4. edycja międzynarodowego klubowego turnieju piłki nożnej Puchar UEFA, zorganizowana przez Unię Europejskich Związków Piłkarskich w terminie 17 września 1974 – 21 maja 1975. W rozgrywkach zwyciężyła drużyna Borussia Mönchengladbach.

## 1/32 finału
| Olympique Lyon – Red Boys Differdange 7:0 i 4:1 1 17.09 1974 1:0 Maillard 10, 2:0 Lacombe 23, 3:0 Lacombe 33, 4:0 Lacombe 34, 5:0 Maneiro 53, 6:0 Maillard 68, 7:0 Maillard 77 2 02.10 1974 1:0 Domenech 13, 1:1 Christophe 16, 2:1 Domenech 25, 3:1 Maneiro 33, 4:1 Lacombe 65                                       |
| Knattspyrnufélagið Valur – Portadown 0:0 i 1:2 1 17.09 1974 2 01.10 1974 0:1 McFaul 59, 1:1 Albertson 73, 1:2 Morrison 77k |
| Derby County – Servette FC 4:1 i 2:1 1 18.09 1974 1:0 Hector 14, 2:0 Daniel 38, 3:0 Lee 44, 4:0 Hector 47, 4:1 Petrović 71 2 02.10 1974 0:1 Martin 19, 1:1 Lee 46, 2:1 Hector 72 |
| Ipswich Town – FC Twente 2:2 i 1:1 1 18.09 1974 0:1 Zuidema 23, 1:1 Hamilton 34, 2:1 Talbot 38, 2:2 Pahlplatz 83 2 02.10 1974 0:1 Bos 7, 1:1 Hamilton 14 |
| Stoke City – AFC Ajax 1:1 i 0:0 1 18.09 1974 0:1 Krol 27, 1:1 Smith 78 2 02.10 1974 |
| RWD Molenbeek – Dundee F.C. 1:0 i 4:2 1 18.09 1974 1:0 Wellens 88 2 02.10 1974 0:1 Duncan 12, 1:1 Teugels 33, 2:1 Boskamp 39, 2:2 J. Scott 51, 3:2 Wellens 70, 4:2 Koens 88 |
| Rosenborg BK – Hibernian F.C. 2:3 i 1:9 1 18.09 1974 0:1 Stanton 18, 0:2 Gordon 37, 1:2 Odd Iversen 60, 1:3 Cropley 59, 2:3 Odd Iversen 90 2 02.10 1974 1:0 Odd Iversen 16, 1:1 Harper 19, 1:2 Munro 20, 1:3 Harper 22, 1:4 Munro 33, 1:5 Stanton 37, 1:6 Cropley 61k, 1:7 Gordon 69, 1:8 Cropley 80k, 1:9 Stanton 85 |
| FC Porto – Wolverhampton Wanderers 4:1 i 1:3 1 18.09 1974 1:0 McAlle 3s, 2:0 Cubillas 37, 3:0 Flavio 41, 3:1 Bailey 63, 4:1 Fernando Gomes 69 2 02.10 1974 0:1 Bailey 3, 1:1 Cubillas 37, 1:2 Daley 46, 1:3 Dougan 79                                                                                                 |
| Etyr Wielkie Tyrnowo – Inter Mediolan 0:0 i 0:3 1 18.09 1974 2 02.10 1974 0:1 Oriali 32, 0:2 Boninsegna 51, 0:3 Boninsegna 90k |
| Górnik Zabrze – FK Partizan 2:2 i 0:3 1 18.09 1974 1:0 Kurzeja 57, 2:0 Kwaśny 68, 2:1 Zavisić 72, 2:2 Vukotić 86 2 01.10 1974 0:1 Vukotić 21, 0:2 Boško Dżordżević 79, 0:3 Todorović 89 |
| IK Start – Djurgårdens IF 1:2 i 0:5 1 18.09 1974 0:1 Harry Svensson 17, 0:2 Skotte 54, 1:2 Svein Mathisen 82 2 02.10 1974 0:1 Samuelssson 63, 0:2 Stenbäck 65, 0:3 Kjell Karlsson 70, 0:4 Skotte 87, 0:5 Kjell Karlsson 88                                                                                            |
| Boluspor – FC Dinamo Bukareszt 0:1 i 0:3 1 18.09 1974 0:1 Deleanu 35 2 02.10 1974 0:1 Dinu 37, 0:2 Dumitrache 48, 0:3 Lucescu 85 |
| Spartak Moskwa – Velež Mostar 3:1 i 0:2 1 18.09 1974 1:0 Piskarew 26, 2:0 Gładilin 34, 2:1 Bajević 38, 3:1 Łowczew 50 2 02.10 1974 0:1 Čolić 53, 0:2 Topić 85 |
| Beşiktaş JK – Steagul Rosu Braszów 2:0 i 0:3 1 18.09 1974 1:0 Sinan Ergin 63, 2:0 Tezcan Ozan 89 2 02.10 1974 0:1 Kadar 86, 0:2 Serbanoiu 87, 0:3 Serbanoiu 89 |
| SSW Innsbruck – Borussia Mönchengladbach 2:1 i 0:3 1 18.09 1974 1:0 Flindt 53, 2:0 Flindt 55, 2:1 Heynckes 62 2 02.10 1974 0:1 Vogts 11, 0:2 Heynckes 66, 0:3 Jensen 70 |
| SK Sturm Graz – Royal Antwerp FC 2:1 i 0:1 1 18.09 1974 1:0 Stendal 30, 2:0 Kulmer 65, 2:1 Heyligen 78 2 02.10 1974 0:1 Kodat 12 |
| Randers Freja – Dynamo Drezno 1:1 i 0:0 1 18.09 1974 0:1 Dörner 32, 1:1 Nielsen 69 2 02.10 1974 |
| Hamburger SV – Bohemian F.C. 3:0 i 1:0 1 18.09 1974 1:0 Volker 24k, 2:0 Volker 31, 3:0 Kaltz 68 2 02.10 1974 1:0 Bertl 87 |
| Rapid Wiedeń – Aris FC 3:1 i 0:1 1 18.09 1974 1:0 Pajenk 55, 2:0 Ritter 83, 2:1 Alexiadis 88, 3:1 Krankl 90 2 02.10 1974 0:1 Alexiadis 54 |
| Real Sociedad – Baník Ostrawa 0:1 i 0:4 1 18.09 1974 0:1 Micka 62 2 02.10 1974 0:1 Vojaček 10, 0:2 Slany 30, 0:3 Albrecht 70, 0:4 Kolečko 84 |
| Łokomotiw Płowdiw – Rába ETO 3:1 i 1:3 (dog), karne 4:5 1 18.09 1974 0:1 Glazer 24, 1:1 Kurbanow 43, 2:1 Bonew 46, 3:1 Kjuczukow 80 2 02.10 1974 1:0 Kiczekow 4, 1:1 Sebök 24, 1:2 Penzes 25, 1:3 Glazer 28 |
| Östers IF – Dinamo Moskwa 3:2 i 1:2 1 18.09 1974 1:0 Mattsson 13, 2:0 Mattsson 31, 2:1 Kozłow 34, 2:2 Pavlenko 39, 3:2 Nordenberg 74k 2 02.10 1974 0:1 Jewrużychin 13, 1:1 Svensson 48k, 1:2 Petruszin 69 |
| FC Nantes – Legia Warszawa 2:2 i 1:0 1 18.09 1974 0:1 Białas 18, 0:2 Pieszko 50, 1:2 Ćmikiewicz 66s, 2:2 Michel 69k 2 02.10 1974 1:0 Rampillon 65 |
| SSC Napoli – Székesfehérvári Videoton SC 2:0 i 1:1 1 18.09 1974 1:0 Massa 46, 2:0 Pogliana 72 2 02.10 1974 0:1 Kollek 9, 1:1 Braglia 18 |
| Vorwärts Frankfurt – Juventus F.C. 2:1 i 0:3 1 18.09 1974 1:0 Schuth 3, 1:1 Capello 8, 2:1 Krautzig 74 2 02.10 1974 0:1 Anastasi 17, 0:2 Hause 34s, 0:3 Altafini 83 |
| Grasshopper Club Zürich – Panathinaikos AO 2:0 i 1:2 1 18.09 1974 1:0 Eisener 2, 2:0 Grahn 83 2 03.10 1974 1:0 Santrac 8, 1:1 Antoniadis 74, 1:2 Antoniadis 82 |
| Torino Calcio – Fortuna Düsseldorf 1:1 i 1:3 1 18.09 1974 1:0 Pulici 27, 1:1 Zewe 56 2 25.09 1974 0:1 Zimmermann 10, 1:1 Agroppi 19, 1:2 Seel 21, 1:3 Geye 73k |
| 1. FC Köln – Kokkolan Palloveikot 5:1 i 4:1 1 18.09 1974 1:0 Löhr 1, 2:0 Dieter Müller 12, 3:0 Dieter Müller 25, 4:0 Overath 33, 4:1 Mäkelä 48, 5:1 Flohe 84 2 02.10 1974 1:0 Neumann 50, 2:0 Löhr 60k, 2:1 Lamberg 75, 3:1 Simmet 85, 4:1 Simmet 88                                                                  |
| FC Amsterdam – Hibernians FC 5:0 i 7:0 1 18.09 1974 1:0 Husers 5, 2:0 Mico Jansen 46, 3:0 Mico Jansen 48, 4:0 Koopman 80, 5:0 Otto 88 2 22.09 1974 1:0 Fransz 17, 2:0 Husers 29, 3:0 Dekker 47, 4:0 Nico Jansen 49, 5:0 Karte 53, 6:0 Nico Jansen 56, 7:0 Karte 75 (mecz w Amsterdamie)                               |
| Kjøbenhavns Boldklub – Atlético Madryt 3:2 i 0:4 1 19.09 1974 1:0 Niels Sorensen 6, 1:1 Ayala 44, 2:1 Niels Christian Holström 48, 2:2 Salcedo 49, 3:2 Bernburg 53 2 02.10 1974 0:1 Leal 44, 0:2 Irureta 51, 0:3 Irureta 60, 0:4 Garate 78                                                                            |
| Vitória Setúbal – Real Saragossa 1:1 i 0:4 1 11.09 1974 1:0 Vicente 34, 1:1 Arrua 85 2 02.10 1974 0:1 Arrua 14, 0:2 Diarte 51, 0:3 Garcia Castany 65, 0:4 Leiros 73 |
| Dukla Praga – Pezoporikos Larnaka walkower Pezoporikos Larnaka wycofał się |

## 1/16 finału
| Derby County – Atlético Madryt 2:2 i 2:2 (dog), karne 7:6 1 23.10 1974 0:1 Ayala 13, 1:1 Nish 15, 1:2 Luis Aragonés 77k, 2:2 Rioch 85k 2 06.11 1974 0:1 Luis Aragonés 4, 1:1 Rioch 54, 2:1 Héctor 63, 2:2 Luis Aragonés 75                           |
| Hibernian F.C. – Juventus F.C. 2:4 i 0:4 1 23.10 1974 0:1 Gentile 44, 1:1 Stanton 58, 2:1 Cropley 64, 2:2 Altafini 69, 2:3 Cuccureddu 79, 2:4 Altafini 87 2 06.11 1974 0:1 Bettega 9, 0:2 Anastasi 58, 0:3 Altafini 74, 0:4 Anastasi 83              |
| FK Partizan – Portadown 5:0 i 1:1 1 23.10 1974 1:0 Kozić 24, 2:0 Zavisić 35, 3:0 Kozić 63, 4:0 Nikolić 79, 5:0 Vukotić 90 2 06.11 1974 0:1 Malcolmson 28, 1:1 Todorović 62                                                                           |
| FC Nantes – Baník Ostrawa 1:0 i 0:2 (dog) 1 23.10 1974 1:0 Bossis 19 2 06.11 1974 0:1 Klement 62, 0:2 Klement 118 |
| FC Dinamo Bukareszt – 1. FC Köln 1:1 i 2:3 1 23.10 1974 0:1 Lauscher 41, 1:1 Dinu 65 2 05.11 1974 1:0 Custov 3, 2:0 Georgescu 8, 2:1 Overath 18, 2:2 Neumann 58, 2:3 Dieter Müller 73                                                                |
| Rába ETO – Fortuna Düsseldorf 2:0 i 0:3 1 23.10 1974 1:0 Varsanyi 43, 2:0 Stolcz 61 2 05.11 1974 0:1 Herzog 58k, 0:2 Czernotzki 64, 0:3 Brücken 78                                                                                                   |
| Rapid Wiedeń – Velež Mostar 1:1 i 0:1 1 23.10 1974 0:1 Halilhodžić 66, 1:1 Ritter 90 2 05.11 1974 0:1 Halilhodžić 44 |
| Dynamo Drezno – Dinamo Moskwa 1:0 i 0:1 (dog), karne 4:3 1 23.10 1974 1:0 Sachse 11 2 06.11 1974 0:1 Kurnjenin 26 |
| Grasshopper Club Zürich – Real Saragossa 2:1 i 0:5 1 23.10 1974 1:0 Grahri 31, 1:1 Arrua 54, 2:1 Santrac 90 2 06.11 1974 0:1 Rubial 12, 0:2 Soto 20, 0:3 Ohlhauser 48s, 0:4 Rubial 65, 0:5 Niggl 88s                                                 |
| Borussia Mönchengladbach – Olympique Lyon 1:0 i 5:2 1 22.10 1974 1:0 Simonsen 8 2 05.11 1974 0:1 Valette 1, 1:1 Bonhof 23, 2:1 Simonsen 28, 3:1 Bonhof 50, 4:1 Kulik 64, 4:2 R. Domenech 71, 5:2 Simonsen 89                                         |
| Hamburger SV – Steagul Rosu Braszów 8:0 i 2:1 1 23.10 1974 1:0 Zaczyk 18, 2:0 Memering 36, 3:0 Volkert 50, 4:0 Bertl 52, 5:0 Naghl 70s, 6:0 Ritt 76, 7:0 Volkert 82k, 8:0 Krobbach 90 2 06.11 1974 0:1 Serbanoiu 14k, 1:1 Kaltz 45, 2:1 Björnmose 57 |
| FC Twente – RWD Molenbeek 2:1 i 1:0 1 23.10 1974 1:0 Thijssen 20, 1:1 Koens 27, 2:1 van der Vall 90 2 06.11 1974 1:0 Zuidema 50 |
| Djurgårdens IF – Dukla Praga 0:2 i 1:3 1 23.10 1974 0:1 Nehoda 55, 0:2 Gajdušek 70 2 06.11 1974 1:0 H. Svensson 8, 1:1 Nehoda 21, 1:2 Mácela 46, 1:3 Nehoda 47                                                                                       |
| Inter Mediolan – FC Amsterdam 1:2 i 0:0 1 23.10 1974 0:1 Jansen 6, 0:2 Jansen 38, 1:2 Boninsegna 73 2 06.11 1974 |
| SSC Napoli – FC Porto 1:0 i 1:0 1 23.10 1974 1:0 Orlandini 51 2 06.11 1974 1:0 Clerici 77 |
| AFC Ajax – Royal Antwerp FC 1:0 i 1:2 1 23.10 1974 1:0 G. Mühren 86 2 06.11 1974 1:0 Geels 10, 1:1 Kodat 40, 1:2 Riedl 61k |

## 1/8 finału
| SSC Napoli – Baník Ostrawa 0:2 i 1:1 1 27.11 1974 0:1 Albrecht 81, 0:2 Kolečko 83 2 11.12 1974 1:0 Ferradini 40, 1:1 Siany 81 |
| Hamburger SV – Dynamo Drezno 4:1 i 2:2 1 27.11 1974 1:0 Björnmose 6, 2:0 Volkert 11, 2:1 Schmuck 32, 3:1 Björnmose 40, 4:1 Nogly 43 2 11.12 1974 0:1 Dörner 16, 1:1 Bertl 43, 2:1 Bertl 45, 2:2 Hafner 56                                                         |
| Dukla Praga – FC Twente 3:1 i 0:5 1 27.11 1974 1:0 Dvorak 9, 2:0 Krumich 22, 3:0 Nehoda 40, 3:1 Notten 52 2 11.12 1974 0:1 Zuidema 33, 0:2 Notten 43, 0:3 Zuidema 71, 0:4 Notten 73, 0:5 Zuidema 81                                                               |
| FK Partizan – 1. FC Köln 1:0 i 1:5 1 27.11 1974 1:0 Vukotić 81 2 11.12 1974 0:1 Overath 48, 0:2 Löhr 64, 0:3 Dieter Müller 66, 0:4 Glowacz 71, 1:4 Kozić 73, 1:5 Flohe 85                                                                                         |
| Borussia Mönchengladbach – Real Saragossa 5:0 i 4:2 1 27.11 1974 1:0 Simonsen 8k, 2:0 Heynckes 24, 3:0 Simonsen 32, 4:0 Bonhof 45, 5:0 Heynckes 76 2 11.12 1974 0:1 Violeta 11, 1:1 Simonsen 18, 2:1 Heynckes 20, 2:2 Galdos 63, 3:2 Stielike 75, 4:2 Heynckes 90 |
| FC Amsterdam – Fortuna Düsseldorf 3:0 i 2:1 1 27.11 1974 1:0 Husers 34, 2:0 Husers 63, 3:0 Kriegler 75s 2 11.12 1974 0:1 Seel 12, 1:1 Husers 37, 2:1 Jansen 81 |
| Juventus F.C. – AFC Ajax 1:0 i 1:2 1 27.11 1974 1:0 Damiani 19 2 11.12 1974 0:1 Blankenburg 14, 1:1 Damiani 66k, 1:2 G. Mühren 90 |
| Derby County – Velež Mostar 3:1 i 1:4 1 27.11 1974 0:1 Vladić 2, 1:1 Hinton 74, 2:1 Bourne 77, 3:1 Bourne 85 2 11.12 1974 0:1 Primorac 14k, 0:2 Pecelj 29, 0:3 Vladić 51, 1:3 Hector 58, 1:4 Bajević 86k                                                          |

## 1/4 finału
| Juventus F.C. – Hamburger SV 2:0 i 0:0 1 05.03 1975 1:0 Capello 3, 2:0 Viola 11 2 19.03 1975 |
| 1. FC Köln – FC Amsterdam 5:1 i 3:2 1 05.03 1975 1:0 Flohe 1, 1:1 Visser 31, 2:1 Flohe 50k, 3:1 Dieter Müller 63, 4:1 Dieter Müller 70, 5:1 Dieter Müller 77 2 19.03 1975 1:0 Strack 27, 2:0 Dieter Müller 43, 3:0 Löhr 45, 3:1 Jansen 68, 3:2 Jansen 79 |
| Velež Mostar – FC Twente 1:0 i 0:2 1 05.03 1975 1:0 Kvesić 66 2 19.03 1975 0:1 Zuidema 41, 0:2 Overweg 90 |
| Baník Ostrawa – Borussia Mönchengladbach 0:1 i 1:3 1 05.03 1975 0:1 Heynckes 51 2 19.03 1975 0:1 Mička 10s, 0:2 Heynckes 46, 0:3 Vogts 50, 1:3 Hudeček 67                                                                                                |

## 1/2 finału
| FC Twente – Juventus F.C. 3:1 i 1:0 1 09.04 1975 1:0 Jeuring 20, 2:0 Zuidema 59, 2:1 Altafini 64, 3:1 Zuidema 83 2 23.04 1975 1:0 Zuidema 10         |
| 1. FC Köln – Borussia Mönchengladbach 1:3 i 0:1 1 09.04 1975 0:1 Simonsen 23, 0:2 Danner 35, 1:2 Löhr 52, 1:3 Simonsen 60 2 23.04 1975 0:1 Danner 48 |

## Finał
| Borussia Mönchengladbach – FC Twente 0:0 i 5:1 |
| 7 maja 1975 Düsseldorf Rheinstadion (42 368) Borussia Mönchengladbach – FC Twente 0:0 Sędzia: Károly Palotai (Węgry) Borussia VfL 1900 e.V. Mönchengladbach (trener Hennes Weisweiler): Wolfgang Kleff – Hans-Jürgen Wittkamp, Uli Stielike, Berti Vogts (kapitan), Ulrich Surau, Rainer Bonhof, Herbert Wimmer, Dietmar Danner (75 Kalle Del’Haye), Christian Kulik (78 Frank Schäffer), Frank Simonsen, Henning Jensen FC Twente 1965 (trener Spitz Kohn): Volkmar Gross – Epi Drost, Kees van Ierssel, Niels Overweg, Kalle Oranen, Frans Thijssen, Theo Pahlplatz, Kick van der Vall, Jaap Bos, Jan Jeuring (86 Eddy Achterberg), Johan Zuidema |
| 21 maja 1975 Enschede Diekman Stadion (21 767) FC Twente – Borussia Mönchengladbach 1:5 (0:2) Sędzia: Paul Schiller (Austria) Bramki: 0:1 Allan Simonsen 2, 0:2 Jupp Heynckes 9, 0:3 Jupp Heynckes 50, 0:4 Jupp Heynckes 60, 1:4 Epi Drost 76, 1:5 Allan Simonsen 86k FC Twente 1965 (trener Spitz Kohn): Volkmar Gross – Epi Drost, Kees van Ierssel, Niels Overweg, Kalle Oranen, Jaap Bos (53 Arnold Mühren), Frans Thijssen, Theo Pahlplatz (75 Eddy Achterberg), Kick van der Vall, Jan Jeuring, Johan Zuidema Borussia VfL 1900 e.V. Mönchengladbach (trener Hennes Weisweiler): Wolfgang Kleff – Hans-Jürgen Wittkamp, Berti Vogts (kapitan), Ulrich Surau (13 Frank Schäffer), Hans Klinkhammer, Rainer Bonhof, Herbert Wimmer (75 Horst Köppel), Dietmar Danner, Allan Simonsen, Henning Jensen, Jupp Heynckes |